# Тевье-Тевель
«Тевье-Тевель» (укр. Тев'є-Тевель) — спектакль в двух действиях Национального академического драматического театра им. Ивана Франко (Киев) режиссёра Сергея Данченко по пьесе Григория Горина «Поминальная молитва» (по мотивам произведений Шолом-Алейхема).
Премьера спектакля состоялась 23 декабря 1989 года. После смерти исполнителя основной роли Богдана Ступки 22 июля 2012 года, в знак уважения к нему постановка спектакля была приостановлена. 
В сентябре 2019 года, в связи со 100-летним юбилеем со дня создания театре имени Ивана Франко, постановка спектакля была восстановлена, а Тевье сыграл Богдан Бенюк.

## Сюжет
Молочник из Анатовки, который тянет свою повозку с молоком, размышляет на самые обычные человеческие темы: согласие в большой семье, как выдать пять своих дочерей замуж за порядочных людей, как заработать побольше денег, от которых зависит существование.

## Действующие лица и исполнители
- Тевье, молочник — Богдан Ступка
- Перчик — Остап Ступка, Арсен Тимошенко, Ярослав Гуревич
- Урядник — Валерий Дудник, Олег Шаварский
- Лейзер-Вольф, мясник — Виктор Цимбалист, Василий Баша, Алексей Петухов, Василий Мазур
- Голда, жена Тевье — Наталья Лотоцкая, Тамара Горчинская
- Дети Тевье:
  - Цейтл — Ирина Дворянин
  - Годл — Людмила Смородина, Леся Липчук
  - Хава — Оксана Батько, Инна Капинос
- Степан — Евгений Шах
- Менахем — Николай Заднепровский, Анатолий Хостикоев, Владимир Абазопуло, Владимир Коляда
- Мама Менахема — Валентина Салтовская, Наталья Омельчук
- Мотл — Богдан Бенюк, Назар Заднипровский, Александр Шкребтиенко, Дмитрий Чернов
- Войцех, трактирщик — Владимир Коляда, Пётр Панчук
- Фёдор — Алексей Богданович, Иван Кадубец, Алексей Зубков
- Ребе — Алексей Петухов
- Девушки из города — Н. Осипенко, Н. Перчевская, И.Осовская
- Погромщики — Алексей Паламаренко, Пётр Панчук, Вадим Поликарпов, Анатолий Помилуйко, Евгений Свиридюк, Анатолий Чумаченко
- Участники народных сцен — артисты хора и балета

## Создатели спектакля
- Автор: Григорий Горин (пьеса «Поминальная молитва» по мотивам произведений Шолом-Алейхема)
- Перевод: Николай Зарудный
- Режиссёр-постановщик: Сергей Данченко
- Режиссёр: Дмитрий Чирипюк
- Сценография: Даниил Лидер
- Художник-постановщик: Михаил Глейзер
- Композитор: Михаил Глуз
- Балетмейстер: Борис Каменькович
- Художник по свету: Владимир Лящинский
- Ассистент режиссёра: Алексей Петухов

## О спектакле
Этот спектакль кричит к нашей доброте, к сочувствию каждому человеку — меленькому или большому, бедному или богатому, мудрому или простодушному. Возможно, потому он полюбился зрителю, что согревает душу человека, застывшую на ветрах истории между не искупленными грехами прошлого и будущим, которое теплится на горизонте.— театровед Ростислав Коломиец

Когда смотришь киевского «Тевье-Тевеля», не замечаешь, что еврея играет украинский актёр Богдан Ступка. У него получается такой колоритный и мудрый образ, что забываешь, что Тевель говорил на идиш, а не по-украински. Возможно, это потому, что герой Шолом-Алейхема своим еврейским корням сросся с украинской землёй.— из отзывов критики

### Сценография
Сценограф Даниил Лидер для спектакля нашёл решение через звёздное небо, Млечный Путь...

Лидеровский знаменитый Млечный путь возник от свечи, а глиняный кувшин молока — как преображение, как извечный маршрут гонимых людей, народов.— зав. литературной частью Театра им. И. Франко Наталья Пономаренко в интервью газете «День», 3 июня 2004 

Лидер умел создать третий мир! В любом спектакле как будто присутствовал философ за кулисами, вместо суфлера, и его декорации «звучали» как подсказки суфлера, чтобы я вошел в спектакль. Поэтому я смотрел в «Тевье-Тевеле» на крынку, на Млечный путь, на телегу... — это высшая сценография, которая больше чем профессия! Профессионал работает грамотно, но второго дыхания нет. А у Лидера всегда была тайна, и ты её познавал из всего, что присутствовало на сцене.— Роман Балаян в интервью газете «День», 14 марта 2013

## Хронология спектакля
- 1989, 23 декабря — Премьера спектакля
- 2004 — 300-й показ спектакля
- 2008, 23 декабря — 350-й показ спектакля в день 19-летия постановки[1]
- 2009, 23 декабря — Юбилейный спектакль в честь 20-летия спектакля (Богдан Ступка вышел на сцену в роле Тевье в 362-й раз)[4]
- 2012 — После смерти Ступки спектакль больше не показывали в знак уважения к памяти актёра[5]

## Награды и номинации
- 1993 — Национальная премия Украины имени Тараса Шевченко за спектакль «Тевье-Тевель» (размер премии — 200 тысяч карбованцев[6]
  - сценограф Даниил Лидер
  - исполнители главных ролей Богдан Ступка (Тевье) и Наталья Лотоцкая (Голда)

## Факты
- Михаил Швыдкой, узнавший о желании Ступки играть роль Тевье, решил во что бы то ни стало предотвратить это:

Мои рассуждения были крайне просты: выходить на сцену в образе Тевье меньше чем через год после того, как Евгений Леонов, выдающийся русский артист, совершенно неожиданно и победительно сыграл эту роль в спектакле Марка Захарова в «Ленкоме», было чистым безрассудством.

И именно поэтому по-дружески я хотел предостеречь Богдана от соревнования с Евгением Леоновым, который, освободив своего Тевье от национальной характерности, местечковой жанровости, играл ветхозаветного пророка. Леонов вел непрерывный диалог с небесами молча, но его молчание, его бессловесность были сильнее слов.— М. Швыдкой. Эссе в журнале «Огонёк», №30 (5239), 30.07.2012
- По замечанию Григория Горина «Ступка переиграл самого Евгения Леонова», для которого, собственно, и была написана пьеса «Поминальная молитва»[1]
- Неизменным исполнителем главной роли на протяжении многих лет оставался Богдан Ступка
- Спектакль являлся одним из самых успешных проектов на украинской театральной сцене. Неизменно проходил с аншлагом
- Во время гастрольных поездок театра спектакль был показан в России (Москва, Санкт-Петербург)[8], Германии, Польше, США (театр «Миллениум» в Нью-Йорке[9], Чикаго и Филадельфии)
- После 300-го показа спектакля (в 2004 году) Богдан Ступка был удостоен титула «Живая легенда»[10]
- Внучка Шолом-Алейхема Бел Кауфман во время гастролей спектакля в Нью-Йорке признала Богдана Ступку «наилучшим Тевье-молочником»[10]
- К 100-летию Соломона Михоэлса (первого исполнителя роли Тевье) в 1990 году в Московском еврейском театре играли один и тот же отрывок (сватовство мясника Лейзера) актёрскими составами театров «Ленком» (Евгений Леонов — Тевье) и им. И. Франко (Богдан Ступка — Тевье, Виктор Цимбалист — Лейзер-Вольф). Рецензенты писали, что «режиссура Данченко была настолько талантливой и яркой, а Тевье в исполнении Ступки — настолько существенным и убедительным, что зрители однозначно предпочли франковцев»[1]
- Поэт Аркадий Заславский посвятил Ступке-Тевье такие строчки:

Превосходен Тевель у Ульянова,

И Леонов тоже покорил.

Только Ступка создал того самого,

Что бессмертный Шолом сотворил…

- По заявлению Богдана Бенюка, существует качественная видеозапись спектакля «Тевье-Тевель»[12] Съёмка спектакля выполнена ПТС «Золотых ворот» в марте 2005 года. Начальник ПТС — Александр Куценко, режиссёр телеверсии — Наталья Грабченко, главный оператор — Олег Козлов[13].
- Режиссёр Владимир Лерт снял полнометражный фильм по мотивам спектакля «Тевье-Тевель» с Евгением Князевым в роли Тевье. Первоначальная дата премьеры была запланирована на 2014-й год,[14] фактически вышел в 2017-м. Фильм вышел под названием «Мир вашему дому!»

## Театральные байки
- Рассказывают, что однажды Наталья Лотоцкая (Голда), которая по тексту должна сказать укр. «Візьми горщик с борщем» («Возьми горшочек с борщом»), произнесла укр. «Візьми борщик с горщем», чем рассмешила Богдана Ступку (Тевье) до того, что он вынужден был уйти за кулисы, чтобы отсмеяться[15]
- Богдан Ступка вспоминал, как во время 350-го спектакля прямо с его выхода порвался шнурок, который держал штаны. Пришлось во время чтения монолога поддерживать их то одной, то другой рукой. Благодаря этому в монологе появились новые краски[4]